# El cangrejo de las pinzas de oro
El cangrejo de las pinzas de oro (en original y en francés: Le Crabe aux Pinces d'Or) es el noveno álbum de Las aventuras de Tintín, la serie de historietas del dibujante belga Hergé. La historia se serializó semanalmente en Le Soir Jeunesse, el suplemento infantil de Le Soir, el principal periódico francófono de Bélgica, desde octubre de 1940 hasta octubre de 1941 en medio de la ocupación alemana de Bélgica durante la Segunda Guerra Mundial. A mitad de la serialización, Le Soir Jeunesse fue cancelado y la historia comenzó a ser serializada diariamente en las páginas de Le Soir. La historia está protagonizada por el joven reportero belga Tintín y su perro Milú, que viajan a Marruecos para perseguir a una banda de contrabandistas internacionales de opio.
El cangrejo de las pinzas de oro fue publicado en forma de libro poco después de su conclusión. Hergé continuó Las aventuras de Tintín con La estrella misteriosa, mientras que la serie en sí misma se convirtió en una parte definitoria de la tradición de los cómics franco-belgas. En 1943, Hergé coloreó y volvió a dibujar el libro en su distintivo estilo ligne-claire para la reedición de Casterman. El cangrejo de las pinzas de oro presenta al personaje del Capitán Haddock, quien se convertiría en un personaje importante de la serie. El libro es la primera aventura de Tintín publicada en los Estados Unidos y la primera en ser adaptada a una película. El cangrejo de las pinzas de oro fue adaptado para la animación de Belvis Studios de 1956, Hergé's Adventures of Tintin, para la serie animada de Ellipse/Nelvana de 1991 Las aventuras de Tintín y parte del argumento sirvió de base para la película de 2011 dirigida por Steven Spielberg.

## Argumento
Hernández y Fernández informan a Tintín de unos caso relacionados con unas monedas de 25 pesetas falsas, y de un ahogado, encontrado con un trozo de papel de lo que parece ser una lata de carne de cangrejo. Quiso investigar y halló una inscripción medio borrada por el agua, Karaboudjan. Más tarde, en la puerta de su casa se secuestra a un hombre japonés interesado en llevarle una carta. Tintín, junto con los policías sube al barco llamado Karaboudjan, donde Tintín es secuestrado por un grupo de delincuentes que venden latas de cangrejo. Tintín escapa de su cuarto cerrado después de que Milú roe sus ataduras y Tintín golpea a un polizón que le lleva la comida, dejando al hombre atado y amordazado en la habitación. Tintín se encierra en un cuarto y el contramaestre le avisa que no tiene nada para comer, aunque Tintín cree que con las latas tiene un banquete, pero descubre que en las latas trafican opio. El jefe de la banda le ordena a la tripulación enviar a Tintín al fondo. Tintín se encuentra de forma fortuita con el capitán Haddock, que es el alcohólico capitán del propio Karaboudjan, que es manipulado por su primer compañero, el contramaestre Allan Thompson, y no es consciente de las actividades criminales de su tripulación. Tintín se esconde en el armario debajo de la cama y derrota a Jumbo, el marinero que se queda a vigilar en la cabina, mientras Allan piensa que Tintín ha salido de la portilla de nuevo al almacén. Abre la puerta del almacén y luego, al encontrarlo vacío, vuelve a la habitación del capitán, donde encuentra a Jumbo atado a una silla y amordazado. Escapan del barco en un bote salvavidas después de enviar un mensaje de radio a la policía sobre la carga, pero un hidroavión intenta atacarlos. Tintín y el capitán secuestran el avión, atan a los pilotos y tratan de llegar a España. El comportamiento de borracho de Haddock en una tormenta hace que caigan en el desierto del Sahara, donde la tripulación escapa.

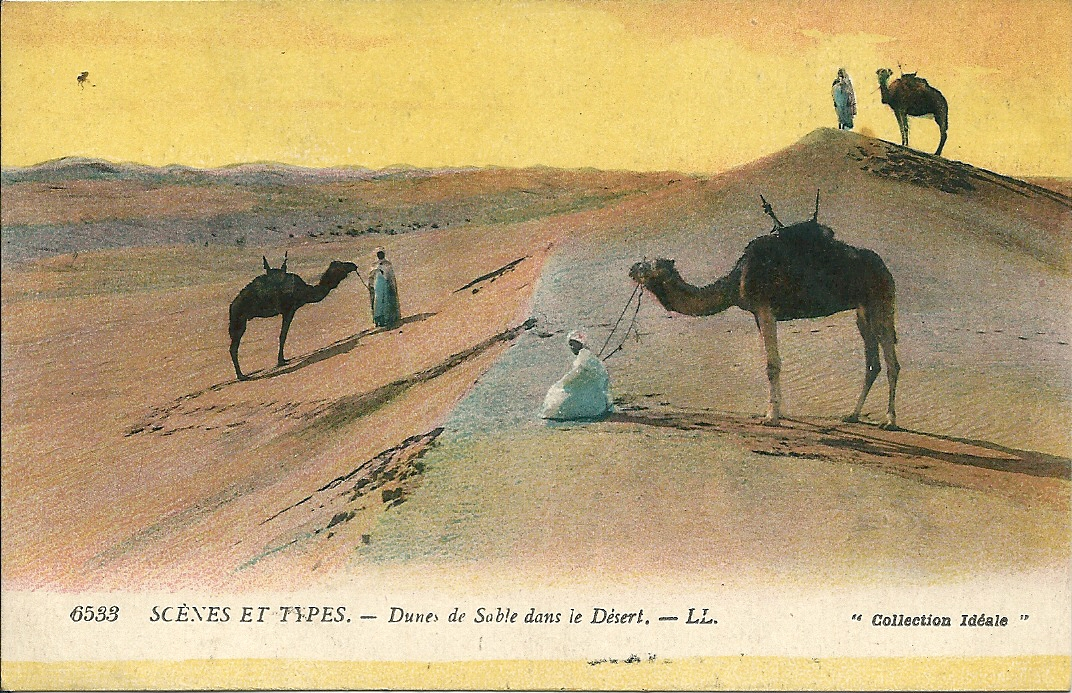
La historia se desarrolla, en gran parte, en el desierto del Sahara. En la imagen, una postal de 1920.

Después de trepar por el desierto y casi morir de deshidratación, Tintín y Haddock son rescatados y llevados a un puesto de avanzada francés, donde escuchan en la radio que la tormenta hundió al Karaboudjan. Viajan a Bagghar, una importante ciudad portuaria marroquí, y en el camino son atacados por miembros de tribus bereberes, defendiéndose con rifles MAS-36 franceses. En el puerto, miembros de su antiguo equipo secuestran al Capitán después de que reconoce el Karaboudjan, al que han cambiado el nombre. Tintín se topa con Hernández y Fernández, que recibieron su mensaje y se enteran de que el rico comerciante Omar Ben Salaad vendía las latas de cangrejo. Tintín le dice a Hernández y Fernández que investiguen discretamente. Tintín rastrea a la pandilla y salva al Capitán, pero ambos se intoxican por los vapores de los barriles de vino que se agujerearon en un tiroteo con los villanos. Haddock persigue a un pandillero desde el sótano hasta una entrada detrás de una librería en la casa de Salaad. Al alucinar, Tintín descubre un collar de cangrejo con garras doradas en el ahora moderado propietario de la bodega, Omar Ben Salaad, y se da cuenta de que él es el líder del cartel de la droga. Allan roba una lancha y trata de escapar, pero Tintin lo captura. La policía detiene a la banda y libera al hombre japonés, que se presenta como Bunji Kuraki, un detective de la policía de Yokohama que intentaba advertir a Tintín del grupo al que se enfrentaba. Había estado investigando al marinero de la tripulación de Haddock que se había ahogado; el marinero estaba a punto de traerle opio antes de ser eliminado. Encendiendo la radio, Tintín se da cuenta de que, gracias a él, toda la organización del Cangrejo de las pinzas de oro está entre rejas.

## Historia

### Contexto y antecedentes
Cuando el ejército belga se enfrentó a los alemanes invasores en mayo de 1940, Hergé y su esposa huyeron en coche a Francia junto con decenas de miles de belgas, primero a París y luego al sur a Puy-de-Dôme, donde permanecieron seis semanas. El 28 de mayo, el rey belga Leopoldo III rindió oficialmente el país al ejército nazi alemán para evitar nuevos asesinatos; un movimiento con el que Hergé estuvo de acuerdo. Alemania colocó a Bélgica bajo ocupación. Hergé siguió la petición del rey de que todos los civiles que habían huido del país regresaran; regresó a Bruselas el 30 de junio. Allí, descubrió que un oficial de la Propagandastaffel ocupaba su casa, y también se enfrentó a problemas financieros, ya que debía impuestos atrasados, pero no pudo acceder a sus reservas financieras (finalmente llegó la cantidad que le debía Casterman).

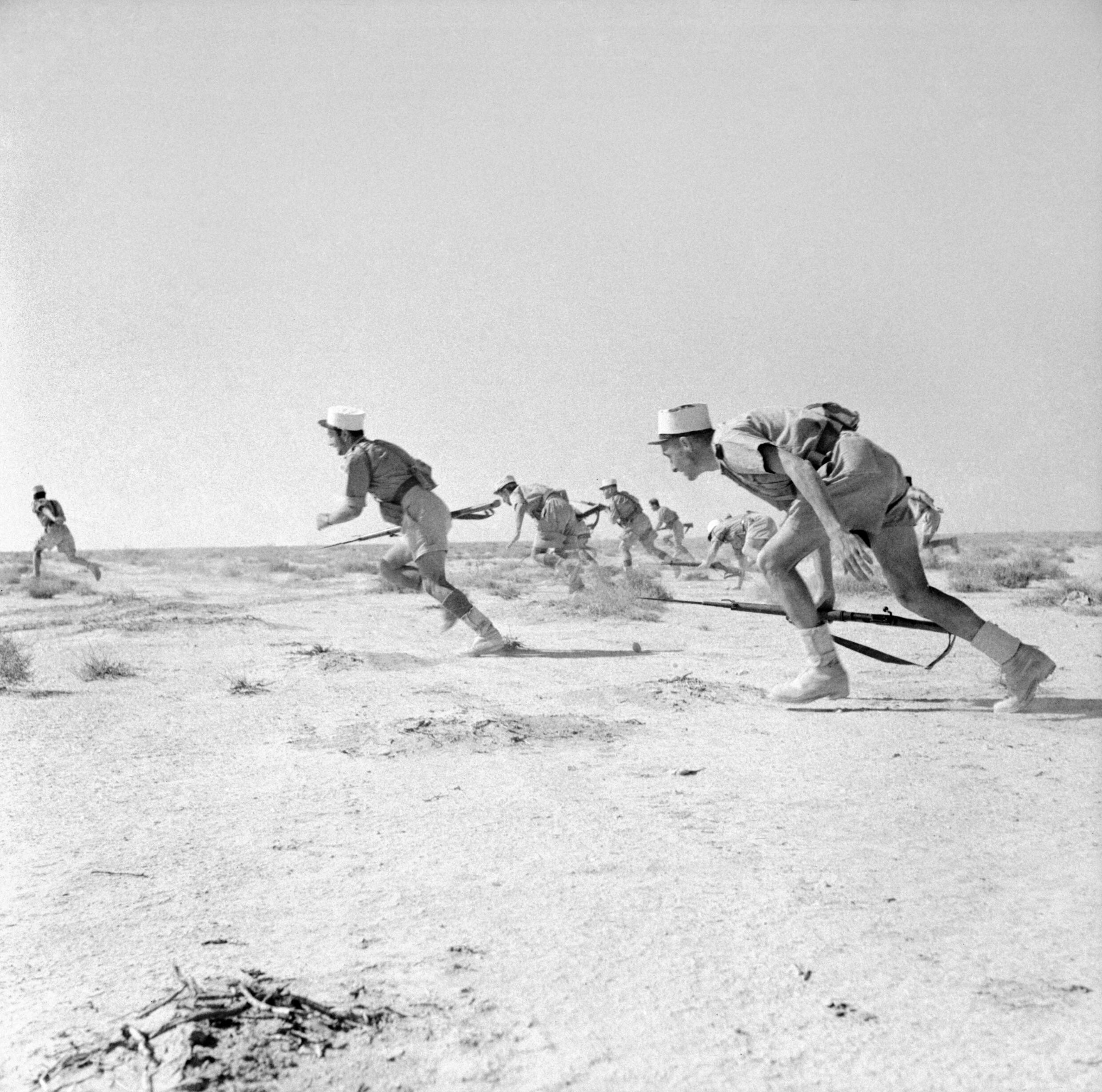
La Legión Extranjera Francesa aparece en la historieta. En la imagen, legionarios franceses en la Batalla de Bir Hakeim.

Todas las publicaciones belgas estaban ahora bajo el control de la fuerza de ocupación alemana. La publicación católica Le Vingtième Siècle y su suplemento Le Petit Vingtième, donde Hergé siempre había trabajado serializando Las aventuras de Tintín, ya no tenían permiso para seguir publicándose. En el país del oro negro, la historia que Hergé había serializado allí, tuvo que ser abandonada. Victor Matthys, el editor rexista de Le Pays Réel, le ofreció empleo a Hergé como dibujante, pero Hergé percibió a Le Pays Réel como una publicación explícitamente política y, por lo tanto, rechazó el puesto.
En cambio, aceptó un puesto en Le Soir, el periódico francófono más grande de Bélgica. Confiscado a sus dueños originales, las autoridades alemanas permitieron que Le Soir volviera a abrir bajo la dirección títere del editor belga Raymond de Becker, aunque permaneció firmemente bajo el control de los nazis, apoyando el esfuerzo de guerra alemán y defendiendo el antisemitismo. Después de unirse a Le Soir el 15 de octubre, Hergé creó su nuevo suplemento infantil, Le Soir Jeunesse. Nombrado editor de este suplemento, fue ayudado por su viejo amigo Paul Jamin y el dibujante Jacques Van Melkebeke. El primer número de Le Soir Jeunesse fue publicado con un gran anuncio en la portada: «Tintin et Milou sont revenus!» («¡Tintin y Milú están de vuelta!»). Algunos belgas estaban molestos de que Hergé estuviera dispuesto a trabajar para un periódico controlado por la administración nazi; recibió una carta anónima del "padre de una familia numerosa" pidiéndole que no trabajase para Le Soir, temiendo que Las aventuras de Tintín ahora se fuesen a usar para adoctrinar a los niños en la ideología nazi, y que como resultado "ya no hablasen de Dios, de la familia cristiana, del ideal católico... ¿Cómo puedes aceptar colaborar en este terrible acto, un verdadero pecado contra el Espíritu?". Sin embargo, Hergé fue fuertemente atraído por la tirada y número de lectores de Le Soir, que llegó a alcanzar los 600 000, mucho más de lo que Le Vingtième Siècle había logrado. Ante la realidad de la supervisión nazi, Hergé abandonó los temas políticos abiertos que habían invadido gran parte de su trabajo anterior y, en cambio, adoptaron una política de neutralidad. Sin la necesidad de satirizar a los tipos políticos, Harry Thompson observó que "Hergé ahora se estaba concentrando más en la trama y en desarrollar un nuevo estilo de comedia de personajes. El público reaccionó positivamente".

### Publicación

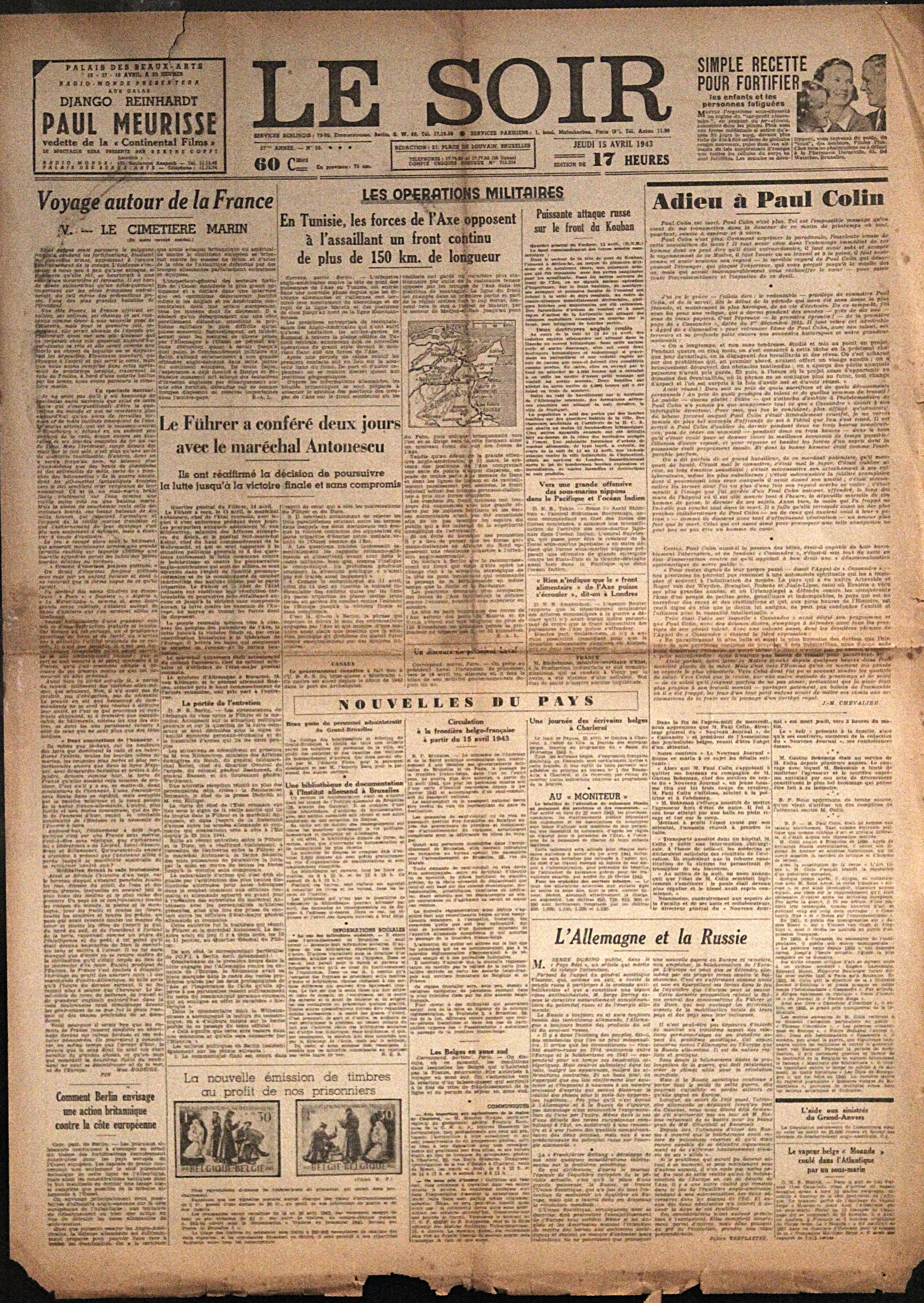
Una copia de un ejemplar de 1943 de Le Soir en la época de la ocupación nazi.

El cangrejo de las pinzas de oro comenzó la serialización en Le Soir Jeunesse el 17 de octubre de 1940. Sin embargo, el 8 de mayo de 1941, una escasez de papel causada por la guerra en curso llevó a que Le Soir Jeunesse se redujera a cuatro páginas, con la duración de la tira semanal de Tintín cortada dos tercios. Varias semanas después, el 3 de septiembre de 1941, el suplemento desapareció por completo, con El cangrejo de las pinzas de oro trasladándose a Le Soir en septiembre, donde se convirtió en una tira diaria. Como resultado, Hergé se vio obligado a alterar el ritmo al que movía su narrativa, ya que tenía que mantener la atención del lector al final de cada línea. Al igual que con aventuras anteriores de Tintín, la historia se serializó posteriormente en Francia en el periódico católico Cœurs Vaillants desde el 21 de junio de 1942.
Después de la serialización, Casterman recopiló y publicó la historia en forma de libro en 1941, el último volumen en blanco y negro de Tintín en publicarse. Para esta edición recopilada, Hergé pensó en cambiar el nombre de la historia, inicialmente considerando El cangrejo rojo (para acompañar las aventuras anteriores El loto azul y La isla negra) antes de volver a establecerse en Le Crabe aux pinces d'or («El cangrejo de las pinzas de oro»). Hergé se molestó porque Casterman luego envió el libro a los impresores sin su aprobación final. Sin embargo, como resultado de la publicidad de Le Soir, las ventas de libros aumentaron notablemente, en la medida en que la mayoría de las aventuras anteriores de Tintín fueron reimpresas como resultado. Las autoridades alemanas hicieron dos excepciones: ninguna reimpresión de Tintín en América o La isla negra porque se establecieron en los Estados Unidos y Gran Bretaña respectivamente, los cuales estaban en conflicto con Alemania.
El serial introdujo el personaje del Capitán Haddock. Haddock hizo su primera aparición en Le Soir junto a un anuncio para la película alemana antisemita Jud Süß. Hergé eligió el nombre de "Haddock" para el personaje después de que su esposa, Germaine Remi, mencionara "un triste pez inglés" durante una comida. La inclusión del detective de policía japonés Bunji Kuraki como aliado de Tintín en esta historia probablemente fue diseñada para contrarrestar la imagen de Hergé de los japoneses como antagonistas en su historia anterior, El loto azul, particularmente dado que el gobierno ocupante se alió con Japón en ese momento. En la elección de Marruecos como escenario tal vez influyera L'Escadron blanc, del escritor francés Joseph Peyré, que había leído Hergé; y había visto la película en 1936. La representación de la Legión Extranjera Francesa en el norte de África tal vez influyera la novela de P. C. Wren Beau Geste (1925) o sus adaptaciones cinematográficas (1926, 1928 y 1939).

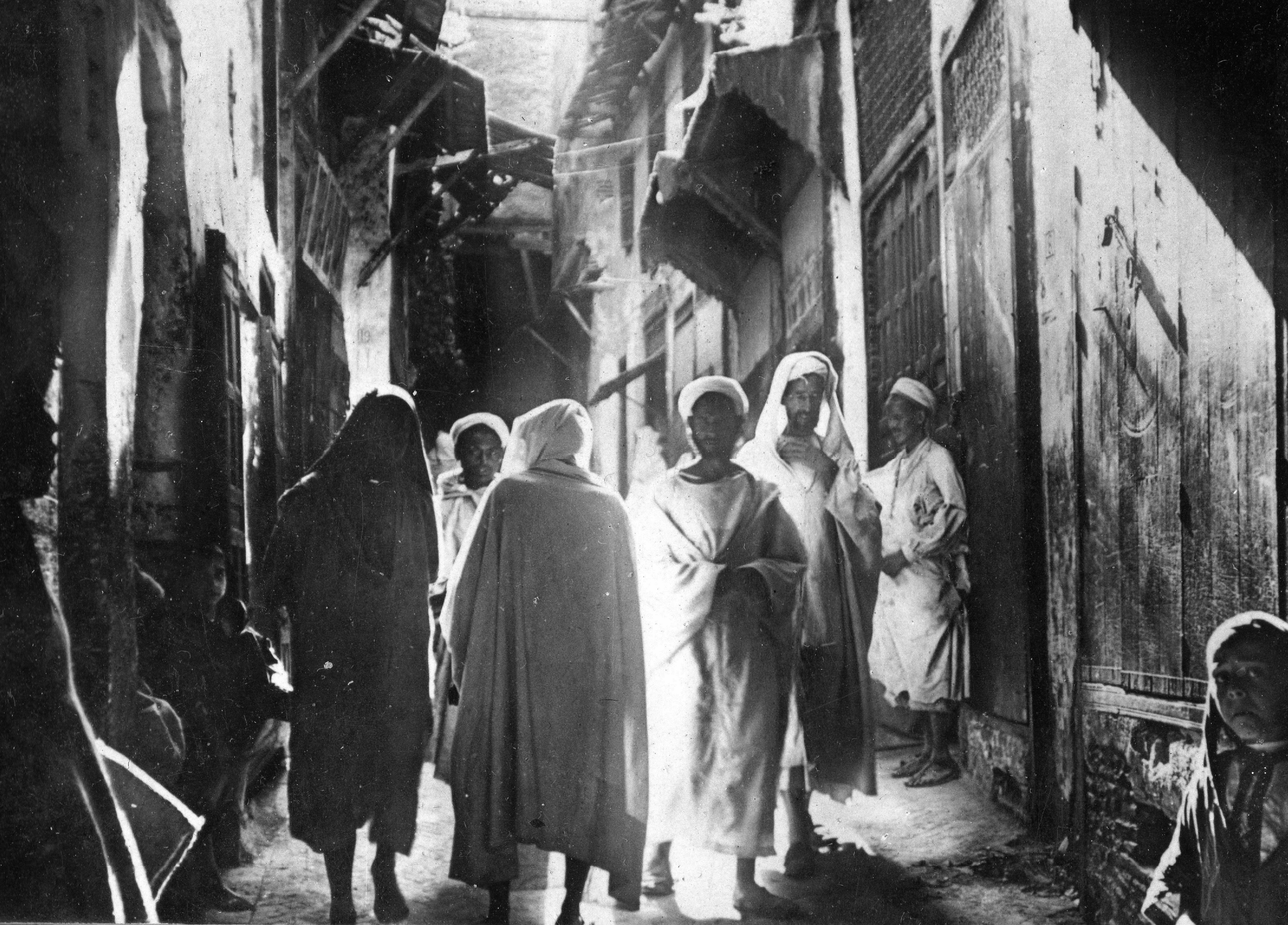
En El cangrejo de las pinzas de oro son habituales las escenas en estrechas y atestadas calles marroquíes. En la imagen, una calle en Casablanca (1936).

Aunque el uso que había hecho Hergé del chino mandarín en El loto azul es correcto, el árabe de El cangrejo de las pinzas de oro es intencionalmente ficticio. Muchos de los nombres de lugares destacados en la serie son juegos de palabras: la ciudad de Kefheir era un juego de palabras en francés (Que faire?: «¿qué se debe hacer?») mientras que el puerto de Bagghar se deriva del baggare francés («raspado» o «pelea»). El nombre de Omar ben Salaad es un juego de palabras que significa «ensalada de bogavante» en francés.
En febrero de 1942, Casterman sugirió a Hergé que sus libros se publicaran en un nuevo formato: 62 páginas en lugar de 100 a 130, y a todo color en lugar de en blanco y negro. Aceptó esto y, en 1943, El cangrejo de las pinzas de oro fue editado y coloreado para su publicación como álbum en 1944. Debido a los cambios en la forma en que la aventura había sido serializada en Le Soir, el álbum en este momento era solo de 58 páginas y, por lo tanto, Hergé llenó las páginas faltantes con cuatro marcos de color de página completa, y así lo llevó al formato estándar de 62.
El cetro de Ottokar y El cangrejo de las pinzas de oro fueron las primeras aventuras de Tintín publicadas en los Estados Unidos; fue en los años 60, en Little Golden Books. Sin embargo, Casterman, en colaboración con el editor estadounidense Western Publishing, realizó una serie de cambios: Jumbo, el marino que Tintín deja atado y amordazado en la cabaña del capitán Haddock, así como otro hombre que golpea a Haddock en el sótano, no pueden ser negros africanos como se muestra en el original; estos fueron cambiados a un marinero blanco y un árabe debido a las preocupaciones del editor estadounidense que representa a los negros y blancos mezclándose juntos. Sin embargo, el texto que lo acompaña no cambió, y Haddock todavía se refiere al hombre que lo golpeó como "negro". También a petición de los estadounidenses, las escenas en las que Haddock bebía directamente de botellas de whisky en el bote salvavidas y el avión quedaron vacías, manteniendo solo el texto. Los álbumes editados más tarde tenían sus áreas en blanco redibujadas por Hergé para ser más aceptables y aparecen de esta manera en ediciones publicadas alrededor del mundo. Casterman volvió a publicar la versión original en blanco y negro de la historia en 1980, como parte del cuarto volumen de su colección Archives Hergé. En 1989, luego publicaron una versión facsímil de esa primera edición.

## Acogida de la crítica

Los críticos aplaudieron el encanto de la ambientación de la historia, entre ellas las "caminatas en el desierto". En la imagen, una caravana de camellos en el Sahara, que es el motivo de la portada del libro.

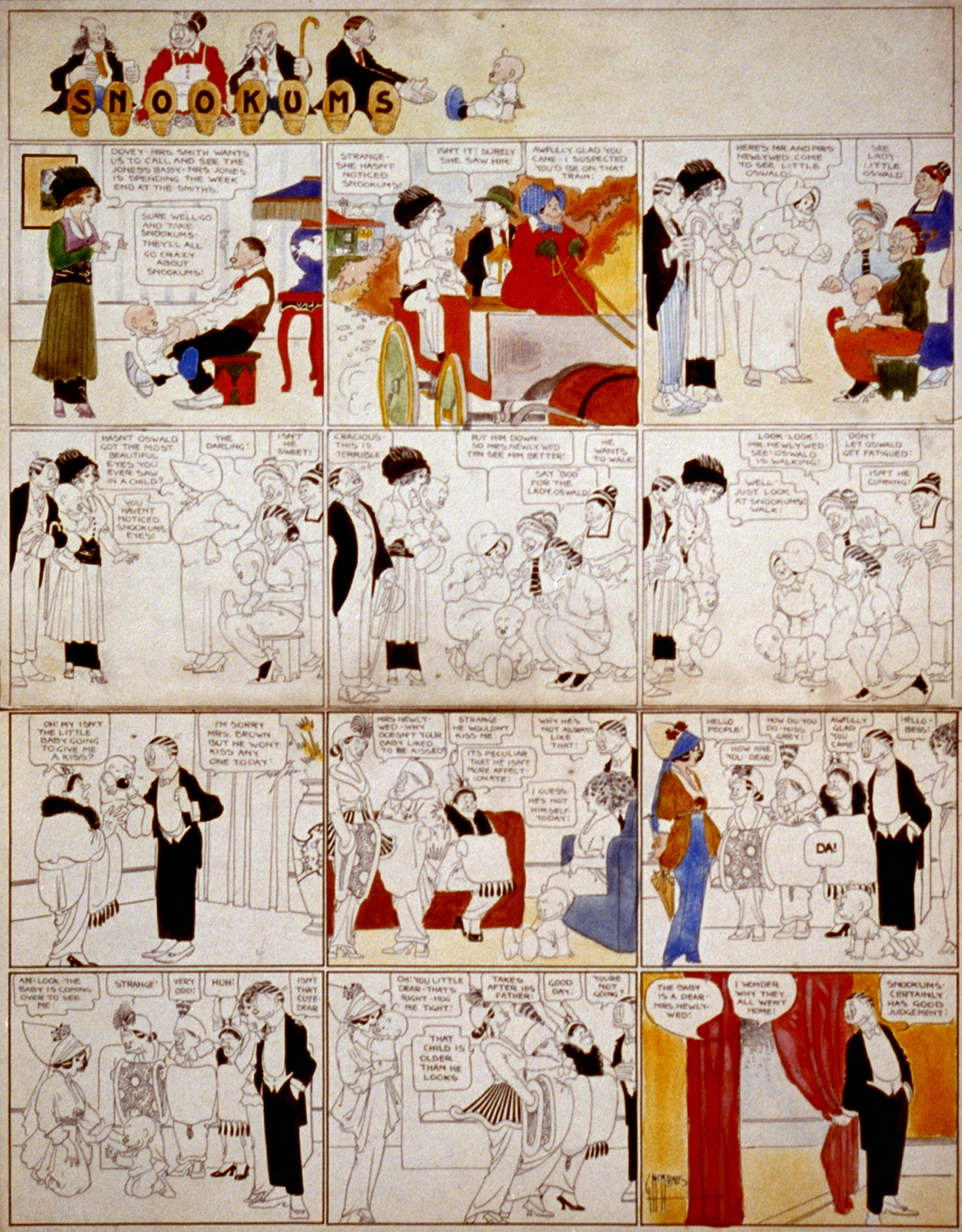
El dibujo de Hergé por entonces era parecido al de George McManus

El biógrafo de Hergé, Benoît Peeters, describió la historia como un "renacimiento" de Las aventuras de Tintín y describió la entrada de Haddock como "un elemento narrativo formidable" que "cambió profundamente el espíritu de la serie". En otro lugar, afirma que es la aparición de Haddock la que "hace que este libro sea tan memorable" y que está tentado de definir el libro con el debut de ese personaje. Su compañero biógrafo Pierre Assouline comentó que El cangrejo de las pinzas de oro tenía "un cierto encanto" derivado de su uso del "exotismo y la nostalgia colonial, especialmente para los franceses, que evocaban sus posesiones en el norte de África". Michael Farr afirmó que la llegada de Haddock fue el elemento más "notable" de la historia, ofreciendo a la serie "un gran potencial nuevo". También pensó que las secuencias de los sueños reflejaban la popularidad del surrealismo en ese momento, y que la influencia del cine, en particular las películas de Alfred Hitchcock, eran evidentes en la historia.
Jean-Marc Lofficier y Randy Lofficier describieron la historia como "una nueva versión de Los cigarros del faraón", una aventura de Tintín que se serializó por primera vez en 1934. Ambos muestran el contrabando de opio en latas de cangrejo y puros respectivamente, y "caminatas en el desierto, tribus hostiles y, al final, la infiltración de una guarida subterránea secreta". También opinaron que artísticamente, la historia representaba "un punto de inflexión en la carrera de Hergé", porque tenía que cambiar a un formato diario en Le Soir, aunque como resultado de esto sintieron que el último tercio de la historia "parece apresurada". Afirmando que la inclusión de un detective japonés que investiga el contrabando de drogas en el Mediterráneo no tiene sentido en el contexto de la Europa de los años 40, finalmente otorgaron a la historia tres de cinco estrellas.
El crítico literario Jean-Marie Apostolidès de la Universidad de Stanford, en una revisión psicoanalítica de El cangrejo de las pinzas de oro, comentó que este libro fue testigo de la "verdadera entrada de Tintín en la comunidad de los seres humanos" al ganar un "hermano mayor" en Haddock. También creía que la imagen recurrente del alcohol en toda la historia era simbólica de la sexualidad. En particular, creía que había un fuerte subtexto homoerótico entre Haddock y Tintín, representado en las dos secuencias delirantes; en uno, Haddock visualiza a Tintín como una botella de champagne que espumea en la parte superior (simbolizando así un pene que eyacula), mientras que en el otro, Tintín sueña que está atrapado dentro de una botella, con Haddock a punto de meterle un sacacorchos (simbolizando así la penetración sexual). Sin embargo, nota Apostolidès que, en ambos casos, se impide que la pareja se dé cuenta de sus fantasías sexuales. El crítico literario Tom McCarthy coincidió con Apostolidès en este punto, destacando también lo que él percibió como matices homoeróticos en estas dos escenas. También señaló que en esta aventura, la forma en que un hallazgo casual de una lata en una calle belga lleva a Tintín a la historia es representativa del tema recurrente de "Tintín el detective" que se encuentra a lo largo de la serie.

## Adaptaciones
En 1947 se creó la primera película cinematográfica de Tintín; la película de animación stop motion El cangrejo de las pinzas de oro, adaptada fielmente por el productor Wilfried Bouchery para Films Claude Misonne. Se mostró por primera vez en el ABC Cinema el 11 de enero de 1947 para un grupo de invitados. Fue exhibido públicamente una sola vez, el 21 de diciembre de ese año, antes de que Bouchery se declarara en bancarrota y huyera a Argentina.
En 1957 la compañía de animación Belvision Studios produjo una serie de adaptaciones de color basadas en los cómics originales de Hergé, adaptando ocho de las aventuras a una serie de episodios diarios de cinco minutos. El cangrejo de las pinzas de oro fue la quinta historia que se adaptó, dirigida por Ray Goossens y escrita por Greg, un conocido dibujante que en años posteriores se convertiría en editor en jefe de la revista Tintín.
En 1991 se produjo una segunda serie animada basada en Las aventuras de Tintín, esta vez como una colaboración entre el estudio francés Ellipse y la compañía de animación canadiense Nelvana. Adaptando 21 de las historias a una serie de episodios, de 42 minutos, con la mayoría de las historias que abarcan dos episodios, El cangrejo de las pinzas de oro fue la séptima historia producida en la serie. Dirigida por Stéphane Bernasconi, los críticos han elogiado la serie por ser "generalmente fieles", y las composiciones han sido tomadas directamente de los paneles en el cómic original.
Steven Spielberg dirigió una película de animación en 2011 titulada Las aventuras de Tintín: el secreto del Unicornio y producida por Peter Jackson, estrenada en Estados Unidos el 21 de diciembre de 2011 y en Europa a finales de octubre de 2011. Para la película tomaron partes de El cangrejo de las pinzas de oro, incluyendo la reunión y las primeras aventuras de Tintín y el capitán Haddock, el Karaboudjan, el vuelo a Bagghar y las latas de cangrejo (aunque la trama sobre el opio de contrabando no se adaptó). También lanzaron un videojuego vinculado a la película en octubre de 2011.

### Pies de página
1. ↑  En el país del oro negro se volverá a intentar con éxito diez años después, en 1950.

1. ↑  Le Soir tal como fue publicado durante la ocupación, fue conocido por los belgas como Le Soir volé («El Soir robado») ya que fue publicado sin la aprobación de sus dueños originales, Rossel & Cie, quienes recuperaron la propiedad después de la Liberación.[10]